# Albert J. Beveridge

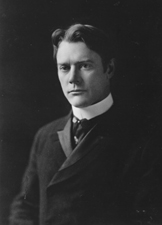
Albert J. Beveridge

Albert Jeremiah Beveridge, född 6 oktober 1862 i Highland County, Ohio, död 27 april 1927 i Indianapolis, Indiana, var en amerikansk historiker och politiker. Han representerade delstaten Indiana i USA:s senat 1899-1911. Som historiker skrev han bland annat John Marshalls biografi i fyra delar, The Life of John Marshall (1916-1919).
Beveridge utexaminerades 1885 från Indiana Asbury University (numera DePauw University). Han studerade därefter juridik och inledde 1887 sin karriär som advokat i Indianapolis.
Beveridge gick tidigt med i republikanerna och stödde James Blaine i presidentvalet i USA 1884. Han besegrade sittande senatorn David Turpie i senatsvalet 1899. Beveridge omvaldes 1905. Han kandiderade till en tredje mandatperiod i senaten men förlorade mot demokraten John W. Kern.
Beveridge profilerade sig i senaten som imperialist. I sitt tal inför senaten 9 januari 1900 exklamerade han att Filippinerna tillhör USA för all tid och betonade att Filippinernas österländska invånare inte ska behandlas på samma sätt som amerikaner eller européer. Inom inrikespolitiken blev han känd för sina progressiva ståndpunkter i vissa frågor som lagstiftningen mot barnarbete.
Beveridge stödde Theodore Roosevelt i presidentvalet i USA 1912. Han bytte parti till Progressiva partiet och var nyckeltalare på deras partikonvent. Valtalet "Pass prosperity around" publicerades samma år. Beveridge förlorade guvernörsvalet i Indiana 1912 mot demokraten Samuel M. Ralston. Han kandiderade sedan i senatsvalet 1914. Benjamin F. Shively vann det valet.
Beveridge bytte senare parti tillbaka till republikanerna. Han besegrade Harry S. New i primärvalet inför 1922 års senatsval men förlorade själva valet mot demokraten Ralston. Efter den sista valförlusten arbetade han på en biografi över Abraham Lincoln. Två volymer som omfattar Lincolns liv fram till 1858 publicerades postumt 1928 med titeln Abraham Lincoln, 1809-1858. Beveridgepriset tilldelas sedan 1939 (först vartannat år, från och med 1945 varje år) i kategorin bästa engelskspråkiga bok i USA:s, Kanadas eller Latinamerikas historia efter 1492.
Beveridges grav finns på Crown Hill Cemetery i Indianapolis.